# Museo francés de la Fotografía

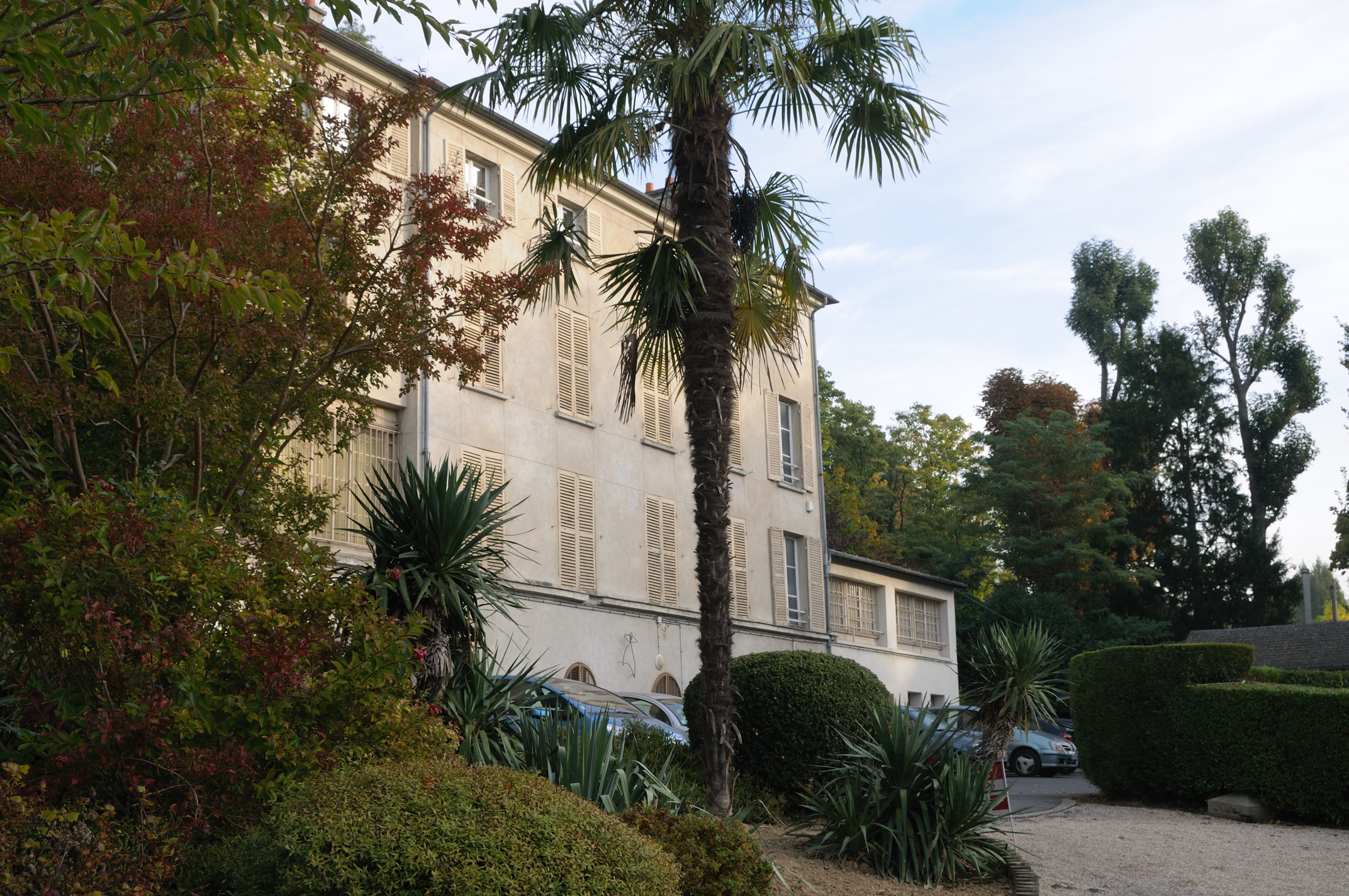
Museo Francés de la Fotografía, en Bièvres, Essonne, Francia

El Museo francés de la Fotografía (en francés:Musée français de la photographie) es un museo especializado en fotografía francesa fundado en 1964 y situado en la comuna de Bièvres en la región de la Isla de Francia.
El museo surgió como una iniciativa de la asociación fotográfica local, el Photo-club du Val de Bièvres, para lo que contó con un local del ayuntamiento en 1964. El comienzo fue la colección de fotografías que habían ido recopilando desde 1950 Jean Fage y su hijo André.
Desde el 22 de enero de 1968 asumió su gestión el ministerio de cultura y en 1972 el consejo general adquirió la propiedad de Val Profond que es la sede actual del museo y consta de trescientos metros cuadrados construidos rodeados de un parque de cinco mil metros cuadrados. Aunque entre 1973 y 1974 estuvo gestionado por la asociación llamada Musée Français de la Photographie continua perteneciendo al ministerio de cultura. Desde 2002 cuenta con la consideración de «Museo de Francia».
Dispone de una importante colección de cámaras fotográficas y una ingente cantidad de fotografías antiguas y contemporáneas que han sido fruto de diversas donaciones. Completa sus instalaciones con una biblioteca y un fondo documental bastante completo.
En su exposición permanente se pueden contemplar daguerrotipos y unas dos mil quinientas piezas de los equipos fotográficos utilizados desde el siglo XVIII hasta nuestros días.